# Liste der Monuments historiques in Plédéliac
Die Liste der Monuments historiques in Plédéliac führt die Monuments historiques in der französischen Gemeinde Plédéliac auf.

## Liste der Bauwerke
| Bezeichnung         | Beschreibung                           | Standort | Kennzeichnung | Schutzstatus | Datum | Bild           |
| ------------------- | -------------------------------------- | -------- | ------------- | ------------ | ----- | -------------- |
| Château du Guillier | Schloss, erbaut im 17./18. Jahrhundert | (Lage)   | PA00089759    | Inscrit      | 1990  |                |
| Kirche St-Malo      | Erbaut im 16. Jahrhundert              | (Lage)   | PA00089397    | Inscrit      | 1926  | weitere Bilder |
| Burg La Hunaudaye   | Erbaut im 14. Jahrhundert              | (Lage)   | PA00089396    | Classé       | 1922  | weitere Bilder |
| Allée couverte      | Neolithikum                            | (Lage)   | PA00089395    | Classé       | 1970  | weitere Bilder |

## Liste der Objekte

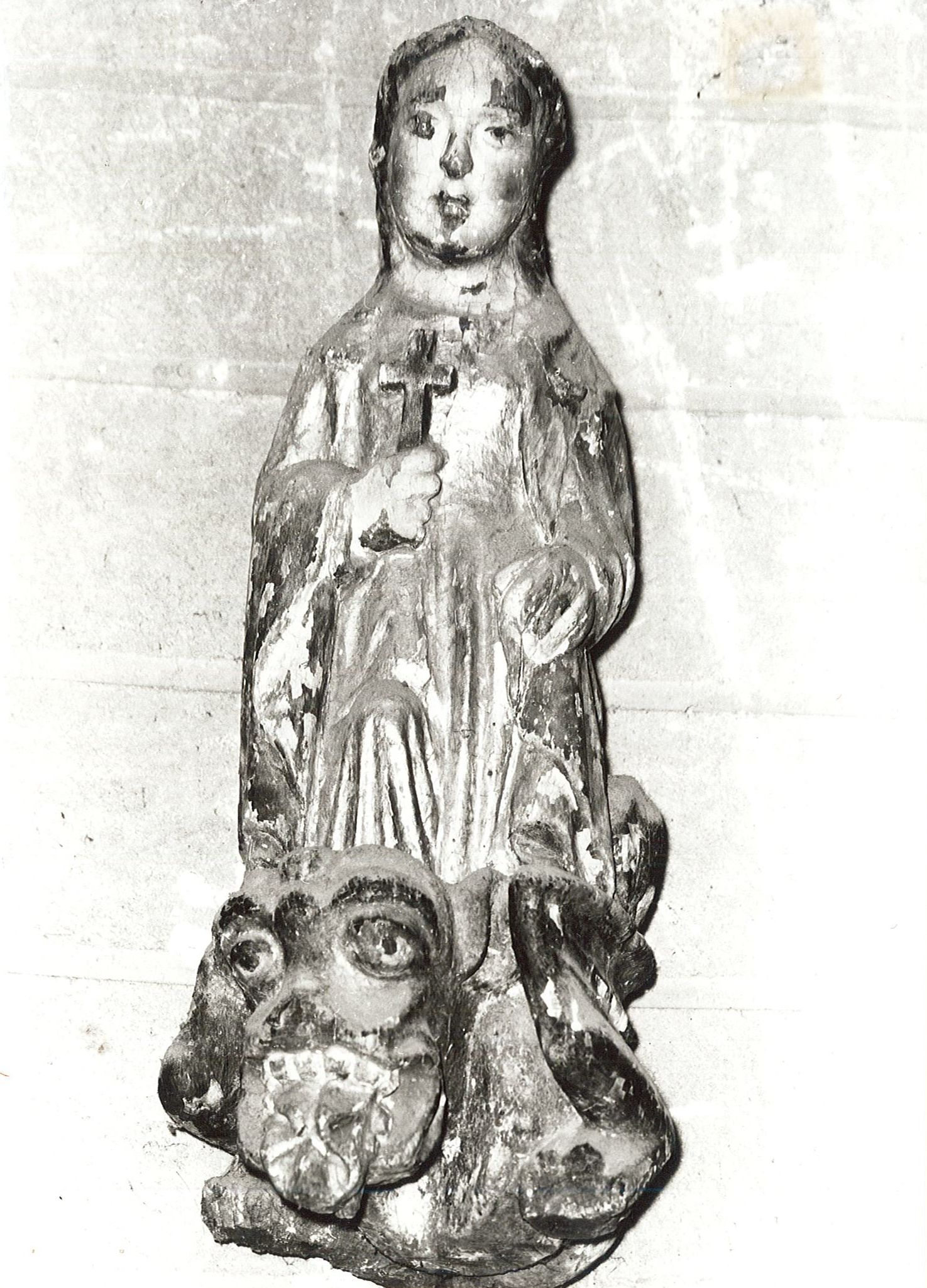
Skulptur der heiligen Margareta von Antiochia (16. Jahrhundert) in der Kirche St-Malo

- Monuments historiques (Objekte) in Plédéliac in der Base Palissy des französischen Kultusministeriums